# Jag reser mig igen
"Jag reser mig igen" är en låt med text av Ted Ström och musik av Thomas G:son. Den framfördes i Melodifestivalen 2012 av Thorsten Flinck & Revolutionsorkestern och gick via Andra chansen till finalen i Globen i Stockholm, där den slutade på åttonde plats. Den var dock med 8,4% av tittarrösterna det tredje mest populära bidraget bland tittarna. Den 6 maj 2012 gick låten in på fjärde plats på Svensktoppen, vilket blev låtens högsta placering på listan.
Låten är producerad och arrangerad av Revolutionsorkestern & Kenny Håkansson samt inspelad och mixad av Ulf Wahlberg i XTC Studio.

## Listplaceringar
| Lista (2012) | Topplacering |
| ------------ | ------------ |
| Sverige      | 38           |